# Ромбовидный танк
«Ромбовидный» танк — собирательное название танков, построенных по «ромбовидной» схеме. Своё название получили из-за характерной формы охватывающего корпус гусеничного обвода, сходного по форме с параллелограммом (или ромбом). Вооружение чаще всего размещалось в спонсонах, башни или боевые рубки отсутствовали. Классическими представителями данного семейства являются практически все британские тяжёлые танки 1916—1921 годов — серии Mk I — Mk IV, Mk V — Mk V**, Mk VII, Mk IX, британо-американский Mk VIII «Liberty» и некоторые опытные машины периода Первой мировой войны и Интербеллума. В аналогичный период имели место попытки разработки ромбовидных танков в Германии, вылившиеся в создание танка A7VU.

## История появления
К концу 1914 года Первая мировая война начала входить в позиционную стадию. По обе стороны фронта противники зарылись в землю, опутались рядами колючей проволоки и ощетинились пулемётами. Любая атака стоила огромных потерь, несоизмеримых с достигаемыми результатами. Многие военные понимали, что бронированные боевые машины могли бы решить эту проблему. К тому же, на фронтах уже действовали многочисленные и весьма разнообразные бронеавтомобили, успехи которых только подтверждали вышеупомянутое высказывание. Однако проходимость тяжёлых броневиков оставляла желать много лучшего.
Среди прочего, военные инженеры предлагали использовать вместо колёсного автомобильного шасси гусеничное. Тракторы с гусеничным движителем к тому времени уже активно производились в различных странах (преимущественно — в США), и их технологии в целом были отработаны. В военные институты Великобритании начали поступать проекты разнообразных боевых машин на гусеничном ходу. В конце концов, весной 1915 года при британском Адмиралтействе был создан специализированный «Комитет по сухопутным кораблям». В том же 1915 году им было принято решение о постройке танков. Наибольший интерес у военных вызвали работы инженеров компании William Foster & Co У. Триттона и У. Вильсона.
Постройка первого прототипа началась 11 августа 1915 года, а уже 9 сентября 1915 года «Линкольнская машина № 1» (англ.  Lincoln Machine No.1), как назывался тогда прототип, совершила свой первый испытательный пробег по двору завода «Wellington Foundry». Позднее этот прототип стал известен под названием «Маленький Вилли». Военные остались в целом довольны машиной, однако её проходимость была признана недостаточной: командование британских экспедиционных частей во Франции требовало от машины способность преодолевать ров шириной 2,44 м и стенку высотой в 1,37 м. «Маленький Вилли» же с горем пополам мог перебраться через полутораметровый ров и беспомощно замирал перед стенкой выше 0,6 м.
В попытке повысить проходимость машины импровизированное КБ Триттона и Вильсона, базировавшееся тогда в номере отеля «Уайт Харт» в Линкольне, предложило придать обводам гусеницы форму параллелограмма. При этом верхнюю ветвь гусеницы предполагалось пустить поверх корпуса для увеличения высоты зацепа. Сразу же стало понятно, что в этом случае поворотная башня подняла бы центр тяжести машины слишком высоко, вследствие чего было решено устанавливать вооружение в бортовых спонсонах. Решения были признаны удачными и нашли воплощение в проекте первого в мире серийного танка Mk I.
Первые Mk I были готовы к концу лета 1916 года, а 15 сентября 1916 года они впервые пошли в бой в ходе «Битвы на Сомме» во Франции. Применение танков было в целом сочтено удачным, и дальнейшие работы велись уже главным образом в направлении совершенствования конструкции танков Mk I, что означало, среди прочего, сохранение и развитие «ромбовидной» схемы.

## Технический смысл схемы
«Ромбовидная» схема ходовой части имела ряд преимуществ. Во-первых, пустив гусеницу поверх корпуса удалось добиться существенного увеличения высоты зацепления, что позволило танку преодолевать вертикальную стенку высотой до 1,5 метра (см. рисунок слева). Во-вторых, выдающиеся вперёд и вверх гусеничные обводы облегчали преодоление танком широких рвов — преодолев точку баланса, танк начинал крениться вперёд и, образно говоря, «клевал носом», однако гребни гусеничных обводов уже достигали противоположной стороны и не давали танку упасть в ров. Одновременно пониженный обвод в кормовой части позволял дольше опираться на оставшуюся позади сторону рва. Также ромбовидная схема позволяла ощутимо улучшать характеристики проходимости на мягком грунте — гусеницы погружались в грунт, увеличивая опорную площадь и уменьшая таким образом удельное давление гусеницы на грунт с 2 кг/см² (нормальное давление на твёрдом грунте) до почти 0,5 кг/см² (хотя при этом имели место потеря скорости и ухудшение тяговых характеристик танка).
Вместе с тем, «ромбовидная» схема имела и ряд недостатков. Это были, в первую очередь, большая длина и масса гусеничных цепей, что вкупе с низким ресурсом гусениц, упрочнённая броневая сталь которых на деле оказалась хрупкой, было для танкистов Первой мировой камнем преткновения — в частности, не рекомендовалось наезжать на камни и щебень, а также на железнодорожные переезды, во избежание разрыва гусениц. Кроме того, высоко поднятая и полностью открытая гусеница была очень уязвима для огня противника. Вообще, защищённость танка как такового была невысокой, так как ромбовидный гусеничный обвод программировал большие по площади поверхности вертикального бронирования. Наконец, выступающие вперёд и вверх гусеничные обводы существенно затрудняли обзор водителю танка (этим недостатком страдали, в частности, более поздние танки с гусеницами, охватывающими корпус — английский Churchill и советский Т-35).

## «Ромбовидные» танки в Первой мировой войне
После успешного применения танков Mk I, началось его дальнейшее техническое совершенствование. В итоге за период с 1916 по 1918 годы в Великобритании было создано семейство тяжёлых «ромбовидных» танков, в которое, помимо Mk I, вошли танки Mk II, Mk III, Mk IV, Mk V (и его модификации Mk V* и Mk V**), Mk VII и Mk IX. В содружестве с инженерами США был разработан танк Mk VIII «Liberty», также следовавший «ромбовидной» схеме.
Несмотря на общее достаточно удачное применение вышеупомянутых танков, «ромбовидная» схема не во всём удовлетворяла военных и инженеров, в связи с чем предпринимались попытки отхода от неё. В частности, уже осенью 1916 года полковник Триттон приступил к работе над проектом нового тяжёлого танка, получившего полу-шуточное рабочее название «Flying Elephant» (в переводе с англ. — «Летающий слон»). Однако новая машина, номинально уже относящаяся к классу сверхтяжёлых, не нашла одобрения у военных. Более удачным в этом плане оказался лёгкий танк Mk A «Whippet», однако эта машина не подходила для установки тяжёлого вооружения и потеснить «ромбовидную» схему она не смогла. Достаточно скверные динамические характеристики французских танков Schneider CA1 и Saint-Chamond также говорили в пользу тяжёлых «ромбов». В итоге британские средние танки Mk B и Mk C также во многом унаследовали ромбовидную схему — хотя их вооружение располагалось не в спонсонах, а в рубках, гусеницы этих танков по-прежнему охватывали корпус и имели ромбовидные очертания.
К 1917 году «ромбовидная» схема начала восприниматься как «канонический» тип танка как такового, вследствие чего упрощённые изображения этих танков попали на ряд военных эмблем, таких, как знак Королевского Танкового Корпуса Великобритании. Интересно, что на левом лобовом бронелисте немецкого тяжёлого танка A7V «Mephisto» был изображён чёрт, держащий под мышкой «ромбовидный» танк как олицетворение английского танка.
Опираясь на опыт эксплуатации британских танков, немецкие инженеры к концу войны разработали проект тяжёлого танка A7VU, в целом более технически совершенного, нежели его английские аналоги. Однако поражение Германии в войне помешало танку выйти на поля сражений. Схожая судьба постигла и другой немецкий танк, сверхтяжёлый K-Wagen, также многое унаследовавший от английских «ромбовидных» машин.

## «Ромбовидная» схема после Первой мировой войны
Некоторое время после окончания Первой мировой войны конструкторы бронетехники — главным образом, английские — «по инерции» продолжали рассматривать «ромбовидную» схему как одну из основных в танкостроении. Правда, уже с конца 1910-х годов наметилась тенденция к отходу от казематного и спонсонного расположения вооружения и широкому использованию орудийных и пулемётных башен. В частности, созданные в Великобритании в 1921—1922 годах средние танки «Виккерс № 1» (англ. Vickers Tank Number 01) и «Виккерс № 2» (англ. Vickers Tank Number 02) являли собой попытки комбинации «ромбовидного» корпуса с башенной установкой вооружения, пулемётного («Виккерс № 1», «самка») либо пушечно-пулемётного («Виккерс № 2», «самец»), что также являлось наследием прошедшей войны. Танки оказались технически ненадёжными и не вышли из стадии опытных образцов.
Вскоре «ромбовидная» схема как таковая практически исчезла, хотя тип компоновки танка с гусеницами, «трапециевидно» охватывающими корпус, периодически продолжал применяться. Примерами таких танков являются немецкий Grosstraktor, французский тяжёлый танк Char B1, британские тяжёлые танки Vickers A1E1 Independent и Churchill и советский Т-35. Наиболее же зримой попыткой возвращения к танкостроительным идеям Первой мировой стал экспериментальный сверхтяжёлый танк TOG, созданный в Великобритании в 1939—1940 годах. Эта машина, помимо гусениц, охватывающих ромбовидный корпус, ещё и несла вооружение в спонсонах (башня, правда, также имелась). Впрочем, этой своеобразной реинкарнацией танки Первой мировой обязаны всё тому же У. Триттону, который входил в коллектив конструкторов танка TOG. Собственно, само название танка являлось ничем иным, как аббревиатурой англ. The Old Gang — в буквальном переводе «Старая шайка», что подчёркивало авторство конструкторов-ветеранов. Тем не менее, TOG, как и его несколько «осовремененный» вариант TOG-2, не был принят на вооружение.
Единственный тяжёлый танк США периода Второй мировой войны, M6, разрабатывался с сентября 1939 по декабрь 1944 года, и его гусеницы также охватывали корпус. Однако в 1944 году готовый было танк был объявлен устаревшим и все дальнейшие работы по нему были прекращены. Современный ему французский танк ARL44 базировался на довоенном B1-bis и имел гусеницы, охватывающие корпус. После окончания войны было выпущено всего 60 таких танков. Гибрид устаревшего шасси 30-х годов и башни с достаточно мощным вооружением оказался неудачным.
Во второй половине 1930-х годов и в период Второй мировой войны в США было создано семейство амфибийных гусеничных бронированных и небронированных транспортёров и машин огневой поддержки LVT. В отличие от танков этой конструкции, трапециевидная форма гусеничных обводов была действительно очень полезна при выезде амфибии на берег. Многоцелевой транспортёр, положивший начало семейству, был создан в 1935—1937 годах инженером Д. Роблингом. В 1938—1941 годах Роблингом был разработан вариант военного транспортёра по заказу ВМС США и в ходе серийного производства в 1941—1945 годах было выпущено 15 498 небронированных транспортёров этой серии, в нескольких вариантах. Помимо этого, в 1943—1945 годах было выпущено 450 бронированных транспортёров и 509 плавающих танков и 2159 машин огневой поддержки (САУ).
Интересно, что в период Второй мировой войны немецкие конструкторы применили «ромбовидную» схему в разработке самоходных мин «Голиаф».

## В массовой культуре
- В играх по вселенной Warhammer 40,000 используется данная разновидность танка. Большинство танков Космического Десанта и Имперской Гвардии — «ромбовидные» (характерный пример — танк «Леман Русс» или «Лэнд рейдер»).